# サントリーホールサマーフェスティバル
サントリーホールサマーフェスティバル（Suntory Hall Summer Festival）は、サントリー芸術財団が1987年から毎年開催している、現代音楽を紹介するコンサートシリーズ。2017年までは「サントリー芸術財団サマーフェスティバル」という名称であった。

## 概要
1986年10月に開館したサントリーホールは、翌1987年から「サマースペシャル」と銘打ったコンサートシリーズを開始した。初回は子ども向けの音楽や邦楽名曲などのプログラムであったが、1989年には財団創設20周年記念コンサートとして「20世紀の音楽名曲選」を行った。翌年からは20世紀の音楽を10年ずつ区切って紹介するプログラムを実施し、1992年からは「サマーフェスティバル」と名称を変えた。
1994年からは毎年1人の作曲家に焦点を当て、シュニトケ、ベリオ、リゲティ、クセナキス、ヘンツェの作品を取り上げている。1999年の財団創設30周年記念コンサートでは、「「作曲家の個展」委嘱作品特集」として、池辺晋一郎、細川俊夫、松村禎三、石井眞木、林光、西村朗、武満徹、湯浅譲二、一柳慧の作品を取り上げ、また海外の潮流として中国の音楽を紹介した。
2001年からは毎年テーマ作曲家を定め、その作曲家に因む作品を中心にプログラム組むようになった。2001年はシェーンベルクとストラヴィンスキー、2002年はジョン・ケージとメシアン、2003年はプロコフィエフがテーマ作曲家であったが、2004年からは「サントリーホール国際作曲委嘱シリーズ」をフェスティバルの中に組み込み、テーマ作曲家に作品を委嘱している。2009年の財団創設40周年記念コンサートでは、細川俊夫のオペラ『班女』を上演した。2013年から新企画「プロデューサー・シリーズ」を始め、その年のプログラムをプロデューサーとなった作曲家や評論家などが組み立てている。また2013年から芥川作曲賞の選考演奏会も、フェスティバルの中で行われるようになった。

## プロデューサー・シリーズ
2013年から開始されたプロデューサーシリーズのプロデューサーは次の通り。
- 2013年:池辺晋一郎
- 2014年:木戸敏郎
- 2015年:長木誠司
- 2016年:板倉康明
- 2017年:片山杜秀
- 2018年:野平一郎[7]
- 2019年:大野和士[8]
- 2020年:一柳慧[9]
- 2021年:アンサンブル・アンテルコンタンポラン[10]
- 2022年:クラングフォルム・ウィーン[11]
- 2023年:三輪眞弘[12]